# Liste der britischen Meister im Biathlon

Logo der British Biathlon Union

Die Liste der britischen Meister im Biathlon führt die britischen Biathleten auf, die bei nationalen Meisterschaften auf den Medaillenrängen eingekommen sind. Die Meisterschaft wird von der British Biathlon Union durchgeführt.
Der britische Biathlon findet für Männer wie für Frauen nahezu ausschließlich innerhalb der nationalen Streitkräfte statt. Dementsprechend finden sich hier bei den siegreichen Mannschaften ausschließlich Teams, die bestimmten Einheiten zuzuordnen sind. Ebenso werden noch Wettbewerbe wie der Patrouillenlauf durchgeführt, der sonst kaum noch veranstaltet wird. Eine Besonderheit ist der Teamwettkampf. Hier werden die besten Einzelergebnisse der vier Starter einer Einheit hergenommen, das schlechteste Ergebnis gestrichen und die anderen drei Ergebnisse addiert um den Sieger zu ermitteln. In dieser Liste sind die Biathleten in der Reihenfolge ihrer Ergebnisse gelistet, der unterste Name repräsentiert das Streichergebnis.
Veranstaltet wurden die Wettkämpfe – immer gemeinsam mit den Meisterschaften im Skilanglauf – zuletzt fast immer in Ruhpolding, 2008 zusätzlich und 2009 gänzlich in Obertilliach. Seit 2010 wurden die Meisterschaften wieder in Ruhpolding durchgeführt. Mit 25 Titeln ist Emma Fowler die erfolgreichste Athletin der letzten zehn Jahre.

## Britische Meisterschaften der Männer

### Einzel
| Jahr | Sieger            | Vizemeister       | Dritter         |
| ---- | ----------------- | ----------------- | --------------- |
| 2002 | Marc Walker       | Lee-Steve Jackson | Colin Paton     |
| 2003 | Mark Gee          | Kurt Sumner       | Lance Hodgkins  |
| 2004 | Mark Gee          | Jason Sklenar     | Lance Hodgkins  |
| 2005 | Marc Walker       | Jason Sklenar     | Joe Brooks      |
| 2006 | Lance Hodgkins    | Marc Walker       | Shane Clash     |
| 2007 | Marc Walker       | Simon Burke       | Scott Banes     |
| 2008 | Lee-Steve Jackson | Kevin Kane        | Simon Burke     |
| 2009 | Marc Walker       | Simon Allanson    | Kevin Kane      |
| 2010 | Robert Chudley    | Paul Gorbold      | Kevin Kane      |
| 2011 | Paul Birmingham   | Marc Walker       | Carl Gibson     |
| 2012 | Kevin Kane        | Marc Walker       | Paul Birmingham |
| 2013 | Marc Walker       | Stephen Hill      | Paul Birmingham |
| 2014 | Marcel Laponder   | Kevin Kane        | Tom Clemens     |

### Sprint
| Jahr | Sieger            | Vizemeister       | Dritter         |
| ---- | ----------------- | ----------------- | --------------- |
| 2002 | Marc Walker       | Kurt Sumner       | Lance Hodgkins  |
| 2003 | Mark Gee          | Tom Clemens       | Marc Walker     |
| 2004 | Tom Clemens       | Marc Walker       | Mark Gee        |
| 2005 | Tom Clemens       | Jason Sklenar     | Marc Walker     |
| 2006 | Marc Walker       | Lee-Steve Jackson | Lance Hodgkins  |
| 2007 | Marc Walker       | Carl Carrier      | Simon Burke     |
| 2008 | Lee-Steve Jackson | Simon Allanson    | Kevin Kane      |
| 2009 | Simon Allanson    | Lee-Steve Jackson | Kevin Kane      |
| 2010 | Kevin Kane        | Marcel Laponder   | Marc Walker     |
| 2011 | Marcel Laponder   | Lee-Steve Jackson | Pete Beyer      |
| 2012 | Pete Beyer        | Marcel Laponder   | Paul Birmingham |
| 2013 | Marc Walker       | Lee-Steve Jackson | Pete Beyer      |
| 2014 | Marcel Laponder   | Kevin Kane        | Paul Birmingham |

### Verfolgung
| Jahr | Sieger      | Vizemeister | Dritter        |
| ---- | ----------- | ----------- | -------------- |
| 2002 | Marc Walker | Kurt Sumner | Lance Hodgkins |
| 2003 | Mark Gee    | Tom Clemens | Kurt Sumner    |

### Massenstart
| Jahr | Sieger          | Vizemeister     | Dritter           |
| ---- | --------------- | --------------- | ----------------- |
| 2004 | Mark Gee        | Tom Clemens     | Marc Walker       |
| 2005 | Joe Brooks      | Jason Sklenar   | Mark Gee          |
| 2006 | Marc Walker     | Lance Hodgkins  | Lee-Steve Jackson |
| 2007 | Simon Allanson  | Carl Carrier    | Simon Burke       |
| 2008 | Paul Whibley    | Kevin Kane      | Shane Clash       |
| 2009 | Marc Walker     | Simon Allanson  | Andrew Liebner    |
| 2010 | Kevin Kane      | Pete Beyer      | Marc Walker       |
| 2011 | Pete Beyer      | Marcel Laponder | Paul Birmingham   |
| 2012 | Paul Birmingham | Simon Allanson  | Carl Gibson       |
| 2013 | Marc Walker     | Paul Birmingham | Carl Gibson       |
| 2014 | Marcel Laponder | Kevin Kane      | Scott Dixon       |

### Super Sprint
| Jahr | Sieger                                   | Vizemeister                                                    | Dritte                                     |
| ---- | ---------------------------------------- | -------------------------------------------------------------- | ------------------------------------------ |
| 2002 | 1 Green Howards Matt Pittman Colin Paton | 1 GS Regiment Royal Logistic Corps Scott Cassidy Stephen Lloyd | 1 HLDRS Barry Hamilton Mark Crisp          |
| 2003 | 22 Regt RA Shane Clash Stuart Paine      | 1 HLDRS Aidon Salmon Nigel McGillivray                         | 16 Regt RA Richard Coleman Jamie Shilling  |
| 2004 | 1 HLDRS Scott Banes Barry Hamilton       | 2 LI Scott McMillan Chris Mothersole                           | 1 D & D Mark Bartlett James Allen          |
| 2005 | 1 HLDRS Scotty Banes Jamie Davies        | 2 LI Chris Mothersole Mark Holloway                            | 2 Royal Tank Regiment James Heal Tel Terry |
| 2006 | 40 Regt RA Shane Clash Simon Allanson    | 1 IG Jules Roberts Paddy Paton                                 | 1 HLDRS Scotty Banes Jamie Davies          |

### Staffel
| Jahr | Sieger                                                                                                 | Vizemeister | Dritter |
| ---- | --- | --- | --- |
| 2002 | 45 Cdo RM Kurt Sumner Billy Rodgers Menzies MacCaffer Joe Brooks                                       | 1 Green Howards Mark Grainger John Watson Lee-Steve Jackson Colin Paton                                            | 1 GS Regiment Royal Logistic Corps Stephen Lloyd Billy Webb Marc Walker Sean Twine                              |
| 2003 | 45 Cdo RM Menzies MacCaffer Billy Rodgers Phil Robinson Joe Brooks                                     | 40 Rgt RA Lance Hodgkins Ryan Murray Paul Jewitt Kevin Kane                                                        | 41 Green Howards Lee-Steve Jackson Jonathon Whyman Daniel Bullock Paul Chambers                                 |
| 2004 | 1 GS Regiment Royal Logistic Corps Marc Walker Sean Twine Billy Webb Andy Simpson                      | 28 Engineer Regiment Royal Engineers Ian Anderson Ashley Allen Paul Ryan Jason Sklenar                             | 22 Rgt RA Stuart Paine Richard Butler Craig Arnold Shane Clash                                                  |
| 2005 | Cairngorm BNSC Mark Gee Stephen Hope Simon Heard Michael Dixon                                         | 28 Engineer Regiment Royal Engineers Ashley Allen Ian Anderson Paul Whibley Jason Sklenar                          | 1 GS Regiment Royal Logistic Corps Simon Burke Marc Walker Sean Twine Scott Cassidy                             |
| 2006 | 40 Regt RA Lance Hodgkins Shane Clash Simon Allanson Kevin Kane                                        | 1 LSR Regiment Royal Logistic Corps Simon Burke Scott Cassidy Sean Twine Marc Walker                               | RAF Alan McKillop Nick Mantell Casper Grainger Lee-Steve Jackson                                                |
| 2007 | 1 GS Regiment Royal Logistic Corps Marc Walker Scott Cassidy Gavin Hill Simon Burke                    | 28 Engineer Regiment Royal Engineers Paul Whibley Pete Beyer Nick Curtis Mark Schroeder                            | 3rd Regiment Royal Horse Artillery Rob Chudley Rob Tregaskes Tom Morgan Steve Hill                              |
| 2008 | 1 Logistic Support Regiment Royal Logistic Corps Dave Lamb Marc Walker Jamie Hogg Simon Burke          | 28 Engineer Regiment Royal Engineers Paul Whibley Mark Schroeder Jason Sklenar Pete Beyer                          | 3rd Regiment Royal Horse Artillery Tom Morgan Steve Clarke Rob Chudley Steve Hill                               |
| 2009 | 28 Engineer Regiment Royal Engineers Ash Ashworth Pete Beyer Paul Whibley Jason Sklenar                | 3rd Regiment Royal Horse Artillery Steve Hill Tom Morgan Craig Driffill Rob Chudley                                | 1 Logistic Support Regiment Royal Logistic Corps Dave Lamb Marc Walker Matt Haslam Jamie Hogg                   |
| 2010 | 1 Logistic Support Regiment Royal Logistic Corps Pete Beyer Carl Kelly Ben Woolley Marc Walker         | 3rd Regiment Royal Horse Artillery Tom Morgan Rob Chudley Sven Hay Stephen Hill                                    | 2 Close Support Battalion Royal Electrical and Mechanical Engineers Ash Allen Andy MacKay Carl Gibson Jim Bowen |
| 2011 | 1 Logistic Support Regiment Royal Logistic Corps Pete Beyer Marc Walker Ben Woolley Carl Kelly         | 1 Royal Tank Regiment Dan Fuller Stephen Hodson Dave Scott Paul Birmingham                                         | 2 Close Support Battalion Royal Electrical and Mechanical Engineers Ash Allen Jim Bowen Carl Gibson Reg Gentry  |
| 2012 | 1 Logistic Support Regiment Royal Logistic Corps Pete Beyer Marc Walker Richie Richardson Ben Woolley  | 2 Close Support Battalion Royal Electrical and Mechanical Engineers Warren Melia Ash Allen Carl Gibson Alex Gleave | 28 Engineer Regiment Royal Engineers Dean Turner Joel Smith Jason Ashworth Marcel Laponder                      |
| 2013 | 1 Logistic Support Regiment Royal Logistic Corps Pete Beyer Richie Richardson Marc Walker John Dunnett | 3rd Regiment Royal Horse Artillery James Dean-Netscher Josh Head Stephen Hill Kevin Kane                           | 28 Engineer Regiment Royal Engineers Marcel Laponder Ryan Wallace Jason Ashworth Joel Smith                     |
| 2014 | 28 Engineer Regiment Royal Engineers Joel Smith Matt Chambers Ryan Wallace Marcel Laponder             | 1 Royal Tank Regiment Dave Scott Ben Jones Darran Bradley Paul Birmingham                                          | 1 Logistic Support Regiment Royal Logistic Corps Mark Matthews Liam Doodey Tony Hicks John Dunnett              |

### Militärpatrouille
| Jahr | Sieger | Vizemeister | Dritter |
| ---- | --- | --- | --- |
| 2002 | 1 GS Royal Logistic Corps Alex Haynes Sean Twine Stephen Lloyd Billy Webb                                      | 35 Engr Regt Garth Greyling Paul Ryan Craig Hore Dean Turner                                                      | 1 Green Howards Matt Pittman Colin Paton Mark Grainger Lee-Steve Jackson                                        |
| 2003 | 45 Cdo RM Phil Robinson Billy Rodgers Joe Brooks Menzies MacCaffer                                             | RAF Gordon Seaton Bob Lacy Steve Perry Kris Bebbington                                                            | 4 Regt RA Rich Crawford Paul Thompson John Cowley Simon Allanson                                                |
| 2004 | Highlanders Graham McGhie Nige MacGillivarry Scott Banes Steve Jones                                           | 8 Transport Regiment Royal Logistic Corps JC McBride Simon Burke Danny Kerr Gavin Hill                            | 1 GS Royal Logistic Corps Ben Johnson Andy Simpson Scott Cassidy Lee Turmell                                    |
| 2005 | 28 Engineer Regiment Royal Engineers Howard Hooper Ian Anderson Ash Allen Paul Whibley                         | RAF Gordon Seaton Carl Carrier Chris Thorne Steve Perry                                                           | 1 GS Royal Logistic Corps Keith Taylor Simon Burke Scott Cassidy Alan Pacy                                      |
| 2006 | RAF Gordon Seaton Carl Carrier Steve Perry Dave McGlade                                                        | 40 Regt RA David Brigstocke Naylor Ewen Simon Allanson Kevin Kane                                                 | 1 Logistic Support Regiment Royal Logistic Corps Cliff Greene Simon Burke Scott Cassidy Jay Guilar              |
| 2007 | Logistic Support Regiment Royal Logistic Corps Stuart Rutledge Simon Burke Scott Cassidy Gavin Hill            | 33 Engr egt (EOD) Max Eskell Paul Redpath Gary Arnold Daniel Shaw                                                 | 2 Yorks Nick Stone Casper Granger Alan McKillop George Brawn                                                    |
| 2008 | Logistic Support Regiment Royal Logistic Corps Stuart Rutledge Simon Burke Dave Lamb Matt Haslam               | 17 Port and Maritime Royal Logistic Corps Martin McNaughton Bjorn Sprake Brad Sprake Ben Woolley                  | 59 Indep Cdo Sqn RE Dave Baker Ben Fouracre Dan Woollacott Ben Cottom                                           |
| 2009 | 1 Logistic Support Regiment Royal Logistic Corps James Sanford Marc Walker Matt Haslam Carl Kelly              | 3rd Regiment Royal Horse Artillery Sven Hay Rob Chudley Steve Hill Craig Driffill                                 | 8 Regiment Royal Logistic Corps James Greenhalgh Scott Cassidy Simon Burke George Brown                         |
| 2010 | 3rd Regiment Royal Horse Artillery Sven Hay Tom Morgan Rob Chudley Steve Hill                                  | 1 Logistic Support Regiment Royal Logistic Corps James Sanford Marc Walker Matt Haslam Carl Kelly                 | 2 Close Support Battalion Royal Electrical and Mechanical Engineers Andy MacKay Ash Allen Jim Bowen Carl Gibson |
| 2011 | 2 Close Support Battalion Royal Electrical and Mechanical Engineers Reg Gentry Ash Allen Carl Gibson Jim Bowen | 1 Logistic Support Regiment Royal Logistic Corps James Sanford Marc Walker Ben Woolley Carl Kelly                 | 7 Regiment Royal Logistic Corps Andrew Wilczynski Sean Twine Warren Melia Stu Ekins                             |
| 2012 | 1 Logistic Support Regiment Royal Logistic Corps Andy Martin Marc Walker Ben Woolley John Dunnett              | 2 Close Support Battalion Royal Electrical and Mechanical Engineers Reg Gentry Ash Allen Carl Gibson Warren Melia | 1 Royal Tank Regiment Rob Hollis Paul Birmingham Darran Bradley Steve Rainbow                                   |
| 2013 | 29 Regiment Royal Logistic Corps Mike Fearn Barry Webb Mark Hardy James Howes                                  | 1 Logistic Support Regiment Royal Logistic Corps Andy Martin Marc Walker John Dunnett Richie Richardson           | 1 Royal Tank Regiment Rob Hollis Henno Van-Vreden Dan Fuller Darran Bradley                                     |
| 2014 | 1 Logistic Support Regiment Royal Logistic Corps Mark Matthews Tony Hicks Seoras MacKay Mark Patterson         | 17 Port and Maritime Regiment Daniel Parslow Ben Wooley Liam Ward Jordan Foley                                    | 16 Regiment Royal Artillery Craig Dadd Shane Clash Sam Wells Matthew Weight                                     |

### Team
| Jahr | Sieger                                                                                            | Vizemeister | Dritter                                                                                              |
| ---- | ------------------------------------------------------------------------------------------------- | --- | --- |
| 2002 | 45 Cdo RM Kurt Sumner Joe Brooks Billy Rodgers Menzies MacCaffer                                  | 1 Green Howards Lee-Steve Jackson Colin Paton Mark Grainger John Watson                                            | 1 GS Regiment Royal Logistic Corps Marc Walker Sean Twine Billy Webb Stephen Lloyd                   |
| 2003 | 45 Cdo RM Kurt Sumner Joe Brooks Billy Rodgers Dominic Villeneuve                                 | 22 Rgt RA Stuart Paine Craig Arnold Shane Clash Pete Barnes                                                        | 40 Rgt RA Lance Hodgkins Kevin Kane Paul Jewitt Ryan Murray                                          |
| 2004 | 1 GS Regiment Royal Logistic Corps Marc Walker Andy Simpson Billy Webb Sean Twine                 | 28 Engineer Regiment Royal Engineers Jason Sklenar Paul Ryan Ashley Allen Ian Anderson                             | 2 Royal Tank Regiment Mark Gee Richard Cooper James Terry Lawrence MacAngus                          |
| 2005 | 40 Rgt RA Lance Hodgkins Shane Clash Kevin Kane James Williams                                    | 1 GS Regiment Royal Logistic Corps Marc Walker Sean Twine Simon Burke Scott Cassidy                                | 28 Engineer Regiment Royal Engineers Jason Sklenar Ashley Allen Paul Whibley Ian Anderson            |
| 2006 | 40 Rgt RA Lance Hodgkins Shane Clash Kevin Kane Simon Allanson                                    | 1 Logistic Support Regiment Royal Logistic Corps Marc Walker Sean Twine Simon Burke Scott Cassidy                  | 3rd Regiment Royal Horse Artillery Steve Hill Rob Chudley Tony Piper Tom Morgan                      |
| 2007 | 1 Logistic Support Regiment Royal Logistic Corps Marc Walker Simon Burke Scott Cassidy Gavin Hill | 16 Regt RA Charlie Butler Jamie Shilling Gavin Forest Martin Brown                                                 | RAF Carl Carrier Dave McGlade Steve Perry Barry Michel                                               |
| 2008 | 1 Logistic Support Regiment Royal Logistic Corps Marc Walker Simon Burke Jamie Hogg Dave Lamb     | 28 Engineer Regiment Royal Engineers Jason Sklenar Paul Whibley Mark Schroeder Ben Foster                          | 40 Rgt RA Simon Allanson Kevin Kane Jason Merrell Simon Wood                                         |
| 2009 | 3rd Regiment Royal Horse Artillery Rob Chudley Steve Hill Craig Driffill Steve Clarke             | 28 Engineer Regiment Royal Engineers Pete Beyer Jason Sklenar Paul Whibley Ash Ashworth                            | 1 Logistic Support Regiment Royal Logistic Corps Marc Walker Jamie Hogg Dave Lamb Andy McCann        |
| 2010 | 1 Logistic Support Regiment Royal Logistic Corps Marc Walker Pete Beyer Carl Kelly Ben Woolley    | 1 Logistic Support Regiment Royal Logistic Corps „B“ James Sanford Jamie Hogg Matt Haslam Stu Young                | 1 Logistic Support Regiment Royal Logistic Corps Carl Gibson Ash Allen Jim Bowen Andy MacKay         |
| 2011 | 1 Logistic Support Regiment Royal Logistic Corps Pete Beyer Marc Walker Carl Kelly Ben Woolley    | 2 Close Support Battalion Royal Electrical and Mechanical Engineers Carl Gibson Ash Allen Reg Gentry Jim Bowen     | 1 Royal Tank Regiment Paul Birmingham Dan Fuller Dave Scott Stephen Hodson                           |
| 2012 | 1 Logistic Support Regiment Royal Logistic Corps Pete Beyer Marc Walker Ben Woolley John Dunnett  | 2 Close Support Battalion Royal Electrical and Mechanical Engineers Carl Gibson Ash Allen Warren Melia Alex Gleave | Cairngorm Biathlon and Nordic Ski Club Calum Irvine Scott Dixon Robert Sircus Lachlan Cowie          |
| 2013 | 1 Logistic Support Regiment Royal Logistic Corps Marc Walker Pete Beyer Andy Martin John Dunnett  | 1 Royal Tank Regiment Paul Birmingham Dan Fuller Darran Bradley Stephen Hodson                                     | 16 Regiment Royal Air Force Lee-Steve Jackson Gav Forrest Vinny Fountain Charlie Butler              |
| 2014 | 28 Engineer Regiment Marcel Laponder Joel Smith Ryan Wallace Matt Chambers                        | 1 Royal Tank Regiment Paul Birmingham Darran Bradley Dave Scott Ben Jones                                          | 1 Logistic Support Regiment Royal Logistic Corps John Dunnett Liam Doody Mark Matthews Seoras MacKay |

## Britische Meisterschaften der Frauen

### Einzel
| Jahr | Sieger           | Vizemeister      | Dritter        |
| ---- | ---------------- | ---------------- | -------------- |
| 2002 | Emma Fowler      | Rachel Thomson   | Jo Perry       |
| 2003 | Adele Turner     | Kendal Menzies   | Kate Connelly  |
| 2004 | Emma Fowler      | Adele Turner     | Kelley Haniver |
| 2005 | Emma Fowler      | Jude Humphries   | Adele Turner   |
| 2006 | Adele Walker     | Fay Potton       | Kate Connelly  |
| 2007 | Fay Potton       | Sarah Hadley     | Anna Barker    |
| 2008 | Emma Fowler      | Adele Walker     | Alanda Scott   |
| 2009 | Adele Walker     | Emma Fowler      | Olwen Thorn    |
| 2010 | Amanda Lightfoot | Emma Fowler      | Olwen Thorn    |
| 2011 | Fay Potton       | Amanda Lightfoot | Adele Walker   |
| 2012 | Amanda Lightfoot | Adele Walker     | Nerys Jones    |
| 2013 | Nerys Jones      | Amanda Lightfoot | Adele Walker   |
| 2014 | Adele Walker     | Nerys Jones      | Kate Wray      |

### Sprint
| Jahr | Sieger           | Vizemeister      | Dritter          |
| ---- | ---------------- | ---------------- | ---------------- |
| 2002 | Emma Fowler      | Kelley Haniver   | Anne-Marie Owens |
| 2003 | Adele Turner     | Kendal Menzies   | Kerri Munro      |
| 2004 | Emma Fowler      | Adele Turner     | Kate Connelly    |
| 2005 | Emma Fowler      | Adele Turner     | Jude Humphries   |
| 2006 | Adele Walker     | Fay Potton       | Chloe McConville |
| 2007 | Fay Potton       | Alanda Scott     | Anna Barker      |
| 2008 | Adele Walker     | Emma Fowler      | Alanda Scott     |
| 2009 | Alanda Scott     | Emma Fowler      | Adele Walker     |
| 2010 | Amanda Lightfoot | Emma Fowler      | Nerys Jones      |
| 2011 | Amanda Lightfoot | Adele Walker     | Fay Potton       |
| 2012 | Amanda Lightfoot | Nerys Jones      | Adele Walker     |
| 2013 | Adele Walker     | Amanda Lightfoot | Nerys Jones      |
| 2014 | Adele Walker     | Nerys Jones      | Kate Wray        |

### Massenstart
| Jahr | Sieger           | Vizemeister        | Dritter           |
| ---- | ---------------- | ------------------ | ----------------- |
| 2002 | Emma Fowler      | Victoria Smallwood | Jo Humphryes      |
| 2003 | Kendal Menzies   | Nicola Walker      | Fay Potton        |
| 2004 | Emma Fowler      | Adele Turner       | Elizabeth Burgess |
| 2005 | Emma Fowler      | Adele Turner       | Fay Potton        |
| 2006 | Adele Walker     | Fay Potton         | Tania Noakes      |
| 2007 | Caroline Hart    | Anna Barker        | Emma Fonseca      |
| 2008 | Emma Fowler      | Alanda Scott       | Amanda Lightfoot  |
| 2009 | Tania Noakes     | Olwen Thorn        | Fay Potton        |
| 2010 | Emma Fowler      | Amanda Lightfoot   | Nerys Jones       |
| 2011 | Adele Walker     | Nerys Jones        | Fay Potton        |
| 2012 | Amanda Lightfoot | Nerys Jones        | Charlotte Harris  |
| 2013 | Sarah Burke      | Kelley Haniver     | Karen Baker       |
| 2014 | Adele Walker     | Nerys Jones        | Kate Wray         |

### Super Sprint
| Jahr | Sieger                               | Vizemeister                                        | Dritte                                   |
| ---- | ------------------------------------ | -------------------------------------------------- | ---------------------------------------- |
| 2005 | RA Ladies Caroline Hart Lisa Hodgson | Royal Logistic Corps Ladies Sam Crake Bev Robinson | RE Ladies Heather Goodier Sian Etheridge |

### Staffel
| Jahr | Sieger                                                                        | Vizemeister                                                           | Dritter                                                                    |
| ---- | ----------------------------------------------------------------------------- | --------------------------------------------------------------------- | -------------------------------------------------------------------------- |
| 2002 | 1 GS Regiment Royal Logistic Corps Jo Humphryes Sam Hull Jo Perry Emma Fowler | 16 Regt RA Emily Foster Claudine Pelser Kate Loveridge Kendal Menzies | 1 CS Med Regt Anne-Marie Owens Sarah Parry Charlie Marriott Kelley Haniver |
| 2003 | –                                                                             | –                                                                     | –                                                                          |
| 2004 | Royal Logistic Corps Ladies Emma Fowler Adele Turner Elizabeth Burgess        | REME Ladies Lyn Robson Sarah Hanson Ellen Bruce                       | AGC Ladies Edith Hulton Ruth Roberts Anna Barker                           |
| 2005 | Royal Logistic Corps Ladies Emma Fowler Beverley Robinson Adele Turner        | AGC Ladies Anna Barker Kerri Wadsworth Sarah Hadley                   | RE Ladies Heather Goodier Katie Hislop Alexandra Cooper                    |
| 2006 | Royal Logistic Corps Ladies Elizabeth Burgess Vicky Hunter Adele Walker       | RA Ladies Caz Hart Leah Coxon Kendal Lythe                            | AGC Ladies Kelly Sharp Laura Craig Anna Barker                             |
| 2007 | AGC Ladies Anna Barker Amanda Lightfoot Sarah Hadley                          | RA Ladies Leah Coxon Anna Downs Caroline Hart                         | Royal Logistic Corps Ladies Emma Fonseca Zoe Steadmans Elizabeth Burgess   |
| 2008 | Royal Logistic Corps Ladies Emma Fowler Adele Walker Elizabeth Winfield       | AGC Ladies Anna Barker Sarah Hadley Amanda Lightfoot                  | The Future HC Nerys Jones Olwen Thorn Leah Coxon                           |
| 2009 | Royal Logistic Corps Ladies Emma Fowler Adele Walker Eadie McCreadie          | AGC Ladies Nerys Jones Mel Vaggers Amanda Lightfoot                   | RE Ladies Alex Lodge Clare Brooks Alanda Scott                             |
| 2010 | Royal Logistic Corps Ladies Emma Fowler Eadie McCreadie Adele Walker          | AGC Ladies Nerys Jones Mel Vaggers Amanda Lightfoot                   | Team Hoare Concours Olwen Thorn Becky Hoare Gemma Jones                    |
| 2011 | Royal Logistic Corps Ladies Emma Fowler Roxanne Masters Adele Walker          | AGC Ladies Nerys Jones Mel Vaggers Amanda Lightfoot                   | Young Wise & Foreign HC Olwen Thorn Nicola Walker Rachel McKay             |
| 2012 | Royal Logistic Corps Ladies Adele Walker Kayleigh Oliver Emma Cope            | AGC Ladies Amanda Lightfoot Sam McCormick Nerys Jones                 | RE Ladies Amanda Barnes Cassie Graham Charlotte Harris                     |
| 2013 | AGC Ladies Nerys Jones Sarah Burke Amanda Lightfoot                           | Royal Logistic Corps Ladies Adele Walker Elle Ridley Louisa Steer     | The Running Medic HC Kelley Haniver Maureen Cronin Kate Wray               |
| 2014 | Royal Logistic Corps Ladies Alce Ward George Price Adele Walker               | New & Old HC Kelley Haniver Sofie Hopkins Kate Wray                   | AGC Ladies Sam McCormick Kitty Deely Nerys Jones                           |

### Militärpatrouille
| Jahr | Sieger                                                                                | Vizemeister                                                                           | Dritter                                                                           |
| ---- | ------------------------------------------------------------------------------------- | ------------------------------------------------------------------------------------- | --------------------------------------------------------------------------------- |
| 2002 | 1 CS Med Regt Anne-Marie Owens Kelley Haniver Chevette Mais Charlie Marriott          | RE Ladies Lisa Benefield Lisa Potts Michelle Wollaston Lucy Reed                      | 1 GS Regiment Royal Logistic Corps Sam Hull Emma Fowler Jo Perry Jo Humphryes     |
| 2003 | –                                                                                     | –                                                                                     | –                                                                                 |
| 2004 | Royal Logistic Corps Ladies Elizabeth Burgess Adele Turner Emma Fowler Cheryl Gibbons | RAM C Ladies Abby Armstrong Natasha Patton Kelley Haniver Anna Warburton              | AGC Ladies Anna Barker Edith Hulton Ruth Roberts Kelly Sharp                      |
| 2005 | AGC Ladies Anna Barker Kerri Wadsworth Sarah Hadley Charlotte Edwards                 | Royal Logistic Corps Ladies Elizabeth Burgess Emma Fowler Cheryl Gibbons Adele Turner | RE Ladies Heather Goodier Katie Hislop Alex Cooper Charlie Donkin                 |
| 2006 | Royal Logistic Corps Ladies Elizabeth Burgess Adele Walker Vicky Hunter Caz Fennessy  | RA Ladies Annie Wire Kendal Lythe Leah Coxon Caroline Hart                            | AGC Ladies Anna Barker Laura Craig Kelly Sharp Carly Hudson                       |
| 2007 | Royal Logistic Corps Ladies Elizabeth Burgess Carly Finnigan Adele Walker Emma Fowler | RA Ladies Anna Downs Kendal Lythe Leah Coxon Caroline Hart                            | AGC Ladies Sarah Hadley Anna Barker Debbie Coslett Amanda Lightfoot               |
| 2008 | RE Ladies Anna Harris Alanda Scott Ange Laycock Clare Brooks                          | Royal Logistic Corps Ladies Carly Finnigan Frances Fox Karen Baker Beverley Robinson  | AGC Ladies Sarah Hadley Laura Craig Nerys Jones Amanda Lightfoot                  |
| 2009 | RE Ladies Heather Sharp Clare Brooks Alex Lodge Emily Gay                             | Royal Logistic Corps Ladies Claire Abel Carly Finnigan Lucy Davis Beverley Robinson   | REME Ladies Hellen Weavers Jennifer Rudge Brogan O’Brien Jenna Beddoe             |
| 2010 | Royal Logistic Corps Ladies Frances Fox Karen Baker Emma Fowler Adele Walker          | REME Ladies Katy Badham-Thornhill Jennifer Rudge Brogan O’Brien Becky Hoare           | RE Ladies Jo Hardwick Rach Johns Ashley Greenwood Amanda Barnes                   |
| 2011 | RA Ladies Gemma Jones Anna MacPherson Trish Patterson Cheryl Thomas                   | AGC Ladies Mel Vaggers Amanda Lightfoot Nerys Jones Abby Horner                       | Royal Logistic Corps Ladies Charlie Peterson Emma Cope Dawn Peace Roxanne Masters |
| 2012 | Royal Logistic Corps Ladies Pip Hollins Louisa Steer Emma Cope Kayleigh Oliver        | RE Ladies Ashley Greenwood Amanda Barnes Charlotte Harris Kat Spiess                  | RA Ladies Sam Fogerty Emma Wardall Rajbir Kaur Kelsey Carter                      |
| 2013 | AGC Ladies Sarah Burke Karen Barker Sammie Davison Kitty Deeley                       | Royal Logistic Corps Ladies Elle Ridley Louisa Steer George Price Tarra Hallam        | AMS Ladies Polly Milward Joanna Brownlow Lydia Hilson Yasmin O’Connell            |
| 2014 | AMS Ladies Nics Wetherill Joanna Brownlow Lydia Hilson Charley Acaster                | RA Ladies Sam Wraith Sam Warner Sam Grist Georgina Kelly                              | –                                                                                 |

### Team
| Jahr | Sieger                                                                                      | Vizemeister                                                                                | Dritter                                                                                              |
| ---- | ------------------------------------------------------------------------------------------- | ------------------------------------------------------------------------------------------ | --- |
| 2002 | 1 GS Regiment Royal Logistic Corps Emma Fowler Jo Humphryes Jo Perry Sam Hull               | 16 Regiment Royal Artillery Kendal Menzies Kate Loveridge Emily Foster Claudine Pelser     | 1 CS Med Regt Kelley Haniver Anne-Marie Owens Charlie Mariott Sarah Parry                            |
| 2003 | –                                                                                           | –                                                                                          | – |
| 2004 | Royal Logistic Corps Ladies Emma Fowler Adele Turner Elizabeth Burgess Cheryl Gibbons       | 1 CS Med Regt Kelley Haniver Leane Jones Natascha Patton Abby Armstrong                    | Royal Engineers Ladies Kari Sims Claire Blewden Heather Goodier Colette Waters                       |
| 2005 | Royal Logistic Corps Ladies Emma Fowler Adele Turner Beverley Robinson Elizabeth Burgess    | Adjutant General’s Corps Ladies Sarah Hadley Anna Barker Kerri Wadsworth Charlotte Edwards | Royal Engineers Ladies Heather Goodier Katie Hislop Alexandra Cooper Alexandra Lodge                 |
| 2006 | Royal Logistic Corps Ladies Adele Walker Elizabeth Burgess Vicky Hunter Caz Fennessy        | Royal Artillery Ladies Kendal Lythe Caroline Hart Leah Coxon Annie Wire                    | Adjutant General’s Corps Ladies Kelly Sharp Anna Barker Charlotte Edwards Laura Craig                |
| 2007 | Royal Artillery Ladies Caroline Hart Anna Downs Leah Coxon Kendal Lythe                     | Adjutant General’s Corps Ladies Anna Barker Sarah Hadley Amanda Lightfoot Debbie Coslett   | Royal Logistic Corps Ladies Elizabeth Burgess Emma Fonseca Zoe Steadmans Carly Finnigan              |
| 2008 | Royal Logistic Corps Ladies Emma Fowler Adele Walker Elizabeth Winfield Beverley Robinson   | Adjutant General’s Corps Ladies Amanda Lightfoot Anna Barker Sarah Hadley Nerys Jones      | Royal Engineers Ladies Alanda Scott Claire Brooks Ange Laycock Anna Harris                           |
| 2009 | Royal Logistic Corps Ladies Emma Fowler Adele Walker Eadie McCreadie Claire Abel            | Adjutant General’s Corps Ladies Amanda Lightfoot Nerys Jones Mel Vaggers Carly Hudson      | Royal Engineers Ladies Alanda Scott Claire Brooks Alex Lodge Heather Sharp                           |
| 2010 | Adjutant General’s Corps Ladies Amanda Lightfoot Nerys Jones Mel Vaggers Leonie Hendrickson | Royal Logistic Corps Ladies Emma Fowler Eadie McCreadie Roxanne Masters Frances Fox        | Royal Electrical and Mechanical Engineers Ladies Bobbie O’Brien Jenna Beddoe Becky Hoare Jenny Rudge |
| 2011 | Adjutant General’s Corps Ladies Amanda Lightfoot Nerys Jones Mel Vaggers Abby Horner        | Royal Logistic Corps Ladies Adele Walker Emma Fowler Emma Cope Roxanne Masters             | Royal Electrical and Mechanical Engineers Ladies Jenna Beddoe Jenny Rudge Dani Baker Becks Marsden   |
| 2012 | Royal Logistic Corps Ladies Adele Walker Louisa Steer Kayleigh Oliver Emma Cope             | Adjutant General’s Corps Ladies Amanda Lightfoot Nerys Jones Sam McCormick Naima Mohamed   | Royal Engineers Ladies Charlotte Harris Amanda Barnes Cassie Graham kein Streichresultat             |
| 2013 | Adjutant General’s Corps Ladies Amanda Lightfoot Nerys Jones Sarah Burke Karen Baker        | Royal Logistic Corps Ladies Adele Walker Louisa Steer George Price Elle Ridley             | Army Medical Services Ladies Joanna Brownlow Lydia Hilson Maureen Cronin Yasmin O’Connell            |
| 2014 | Royal Logistic Corps Ladies Adele Walker Alice Ward George Price Pip Hollins                | Army Medical Services Ladies Nicola Wetherill Joanna Brownlow Lydia Hilson Natalie Taylor  | Adjutant General’s Corps Ladies Nerys Jones Kitty Deely Sam McCormick Penny Foster                   |